# داریو ناهاریس
داریو ناهاریس (انگلیسی: Daario Naharis) شخصیتی خیالی در مجموعه داستان‌های خیالی-حماسی ترانه یخ و آتش اثر نویسندهٔ آمریکایی جرج آر. آر. مارتین و اقتباس تلویزیونی آن بازی تاج‌وتخت است.
این کاراکتر، که فرماندهٔ سپاه «استورم‌کروز» در سرزمین «اِسوس» است، نخستین بار در طوفان شمشیرها (۲۰۰۰) معرفی می‌شود و بعد در رقصی با اژدهایان (۲۰۱۱) نیز حضور می‌یابد.
نقش این شخصیت خیالی را در مجموعهٔ تلویزیونی بازی تاج‌وتخت که محصول اچ‌بی‌او است، در فصل ۳، اد اسکرین بازیگر بریتانیایی و در فصول ۴ تا ۶ میخیل هایسمان بازیگر هلندی ایفا می‌کند.

## ویژگی‌های شخصیتی
داریو جنگجویی اغواگر و بی‌باک و فرماندهٔ سپاه «استورم‌کروز» است که یک گروهان از سربازان مزدور، متشکل از ۵۰۰ سرباز حرفه‌ایِ سوارکار است.
او یک قاتل کارآمد، خونخوار و سنگدل است که خود را به‌طور کامل وقفِ دنریس تارگرین نموده‌است.
در رمان، هیچ‌گونه اطلاعاتی از سابقه و پیشینهٔ «داریو» فاش نشده‌است جز آنکه از طایفه و سرزمین «تیروشی» است. در فیلم‌نامهٔ مجموعهٔ تلویزیونی اما، چنین آمده‌است که مادرِ دائم‌الخمرش، او را در سنین جوانی به صاحبان میدان‌ها مبارزه فروخت. داریو را برای جنگیدن در اینگونه میدان‌های مبارزه تربیت کردند و آنچنان در کارش موفق شد که پس از مرگ اربابش، آزاد گشت. داریو پس از به‌دست آوردن آزادی‌اش، به یک گردان از سلحشوران مزدور موسوم به «سِکند سانز» پیوست.
شخصیت داریو و کارهایی که انجام می‌دهد، بیشتر از نگاهِ دیگران و به‌ویژه دنریس تارگرین مشاهده یا توصیف می‌شود. او در رمان اصلی، یک شخصیت فرعی و پشت صحنه است.